# Bitva u Fulfordu
Bitva u Fulfordu se odehrála 20. září 1066 u města York. Střetla se zde vojska norského krále Haralda III. Sigurdssona zvaného Hardrada a dvou hrabat anglosaské Anglie bratrů Edwina z Mercie a Morcara z Northumbrie.
Anglosasové měli zhruba 5000 mužů. Bohužel pro ně se toto vojsko z větší části skládalo z malých farmářů, rolníků a příslušníků místních milicí fyrdů, kterým veleli příslušníci velkostatkářské šlechty thegnové. Pouze asi 400 až 1000 mužů bylo profesionálními válečníky tzv. housecarly.
Vikingové měli početní převahu, odhaduje se až 10 000 mužů. Do bojů však zasáhlo přibližně 6000 mužů. Zbylí muži střežili lodě. Jejich vojsku veleli norský král Harald III. Sigurdsson a Tostig Godwinson, bratr jejich hlavního soupeře anglosaského krále Harolda II. Godwinsona. Vikingové měli výhodu nejen početní, ale i kvalitativní, neboť jejich vojsko bylo složeno ze zkušených bojovníků.

## Bitva
Anglosasové si byli vědomi svojí nevýhody a pokusili se o její minimalizování využitím terénu. Vybrali si vyvýšený terén mezi bažinou na svém levém křídle a řekou Ouse na křídle pravém. Šíře volného prostranství mezi těmito přírodními překážkami byla přibližně 600 až 700 metrů a Vikingové museli postupovat do kopce přímo proti sešikovaným Anglosasům. Zpočátku se více dařilo Anglosasům. Nečekali na to, až se armáda soupeřů zcela doplní a započali útok. Pod vedením Morcara se jim podařilo zatlačit pravé křídlo Norů (kde měli soupeři málo zkušené bojovníky), ale kvůli rozbahněnému terénu u bažin jim pomalé tempo neumožnilo způsobit významné ztráty. Harald III. Sigurdsson reagoval posílením středu svých vojsk a tlakem na pravé křídlo Anglosasů, kde měli Norové početní převahu. Středu pole a křídlu u řeky velel Edwin a k dispozici měl jen členy ozbrojených milic. Ti dlouho nemohli vzdorovat zkušeným norským válečníkům a začali ustupovat směrem k Yorku. Levému postupujícímu křídlu Anglosasů znemožňoval terén zjistit, jak se vyvíjí boj na zbytku bojiště a začalo se dostávat do obklíčení. Do zad se těmto bojovníkům také začali dostávat Norové, kteří se dostali skrz bažinu a začali je obkličovat. Tím byl osud anglosaských obránců zpečetěn. Části vojska se podařilo dostat do Yorku. Vůdcům Edwinovi i Morcarovi se podařilo uprchnout.

## Dohra
Město York se vzdalo pod příslibem, že nebude vypleněno. Uznalo za krále Haralda III. Sigurdssona a slíbilo mu podporu proti Haroldu II. Godwinsonovi. Také přislíbilo odeslat rukojmí k vesnici Stamford Bridge, kam se norské vojsko přesunulo.